# 褐鱗美銀漢魚
褐鱗美銀漢魚（学名：Atherinomorus aetholepis）為輻鰭魚綱銀漢魚目銀漢魚科的其中一種，分布於亞洲印尼及菲律賓海域，體長可達7.2公分，為熱帶魚類，棲息在沿海開放水域，生活習性不明。